# Mauro Pereira
Mauro Pereira (* 27. März 1998 in Coimbra) ist ein portugiesischer Sprinter, der sich auf den 400-Meter-Lauf spezialisiert hat. Er startet für den Verein Sobral de Ceira.

## Sportliche Laufbahn
Mauro Pereira begann als Jugendlicher Leichtathletik professionell zu betreiben, ab 2014 im Verein GiraSol in seiner Heimatstadt Coimbra. 2015 wurde er portugiesischer Jugendmeister über 200 und über 300 Meter, 2016 Jugendmeister im 400-Meter-Lauf, und 2017 Jugendmeister über 200 und über 400 Meter in der Halle. 2016 wechselte er zu Benfica Lissabon und wurde portugiesischer Vizemeister über 200 Meter. Im Folgejahr wiederholte er den zweiten Platz über 200 Meter, diesmal in der Halle. 2017 wurde Pereira portugiesischer Hallenmeister im 400-Meter-Lauf, 2018 auch draußen. Erste internationale Erfahrungen sammelte Mauro Pereira im Jahr 2019, als er bei den U23-Europameisterschaften in Gävle im 400-Meter-Lauf mit 48,07 s in der ersten Runde ausschied. 2019 und 2020 wurde er erneut portugiesischer Hallenmeister im 400-Meter-Lauf. 2020 wechselte er von Benfica Lissabon zu Sobral de Ceira, zurück in seine Heimatstadt Coimbra. 2021 startete er bei den Halleneuropameisterschaften in Toruń, kam aber auch dort mit 47,69 s nicht über den Vorlauf hinaus. Anfang Mai verpasste er dann bei den World Athletics Relays im polnischen Chorzów mit 3:21,51 min den Finaleinzug in der Mixedstaffel.

## Persönliche Bestleistungen
- 200 Meter: 21,51 s (+1,0 m/s), 21. Juli 2019 in Lissabon
  - 200 Meter (Halle): 21,66 s, 12. Februar 2017 in Pombal (portugiesischer U20-Rekord)
- 400 Meter: 46,41 s, 17. April 2021 in Lissabon
  - 400 Meter (Halle): 47,48 s, 13. Februar 2021 in Braga